# 木梨鷹一
木梨 鷹一（きなし たかかず、1902年（明治35年）3月7日 - 1944年（昭和19年）7月26日）は、日本の海軍軍人。海兵51期。伊19潜水艦長として、アメリカ海軍の正規空母ワスプを撃沈した武勲で知られる。最終階級は海軍少将。

## 伊19潜水艦長となるまで
大分県出身。臼杵中学校（現・大分県立臼杵高等学校）を経て海軍兵学校（51期）に入校。海兵51期の同期生には、クラスヘッドの樋端久利雄・大井篤・実松譲・井浦祥二郎・稲葉通宗ら著名な者が多い。木梨の兵学校入校席次は150番であったが、1923年（大正12年）7月の卒業時の席次は255名中255番と最下位であった。1924年（大正13年）12月、海軍少尉に任官。
帝国海軍では、兵学校卒業席次を基礎とする「ハンモックナンバー」が進級・補職に大きく影響した。
ハンモックナンバーが上位の「特急組」を除き、大半の海軍士官は「両舷直」と呼ばれ、欠員補充のために艦艇から艦艇へとドサ回りをさせられるのが常であった。木梨は、1929年（昭和14年）11月、海軍大尉に進級すると同時に伊61潜水艦航海長に補されてから、1944年（昭和19年）7月に伊29潜水艦長として艦と運命を共にするまで、航海学生・海軍潜水学校甲種学生としての教育期間を除き、陸上勤務は一切なく、艦艇での勤務に終始した。
潜水艦士官になる者は、大尉の時に、海軍水雷学校高等科学生を卒業して、いわゆる「水雷屋」になる。その上で、海軍潜水学校乙種学生として4か月ほど学び、以後は潜水艦での勤務を重ねるコースをたどる。
しかし、木梨は、大尉の時にいわゆる「航海屋」になるコースである航海学生を卒業（1931年（昭和6年）11月）した、異色の潜水艦士官であった。
木梨は、砲艦「安宅」航海長・駆逐艦「吹雪」航海長・敷設艦「沖島」航海長をそれぞれ1年間務めた以外は、5隻の潜水艦で航海長を歴任。1937年（昭和12年）12月に海軍少佐。1938年（昭和13年）12月に呂59潜水艦長に補されて最初の潜水艦長職に就いた。1940年（昭和15年）7月に海軍潜水学校甲種学生を首席で卒業して恩賜の銀時計を拝受し、同時に伊3潜水艦長に補された。同年11月に呂34潜水艦長に転じた。
1941年（昭和16年）7月に伊62潜水艦長（この伊62潜水艦は、のちの伊162潜水艦）に補され、同年12月の太平洋戦争の開戦を迎えた。1942年（昭和17年）7月、伊19潜水艦長に補される。

## ワスプ撃沈
※ 本節の時刻の表示は「大塚好古、2007、「戦闘ドキュメント ガダルカナル島を巡る日米空母決戦-第4章 米空母部隊に”9月危機”日本軍の”9月攻勢”挫折」、『歴史群像太平洋戦史シリーズ』（Vol.59 ソロモンの激闘）、学習研究社 pp. 132-142」による。

### 当時の戦況

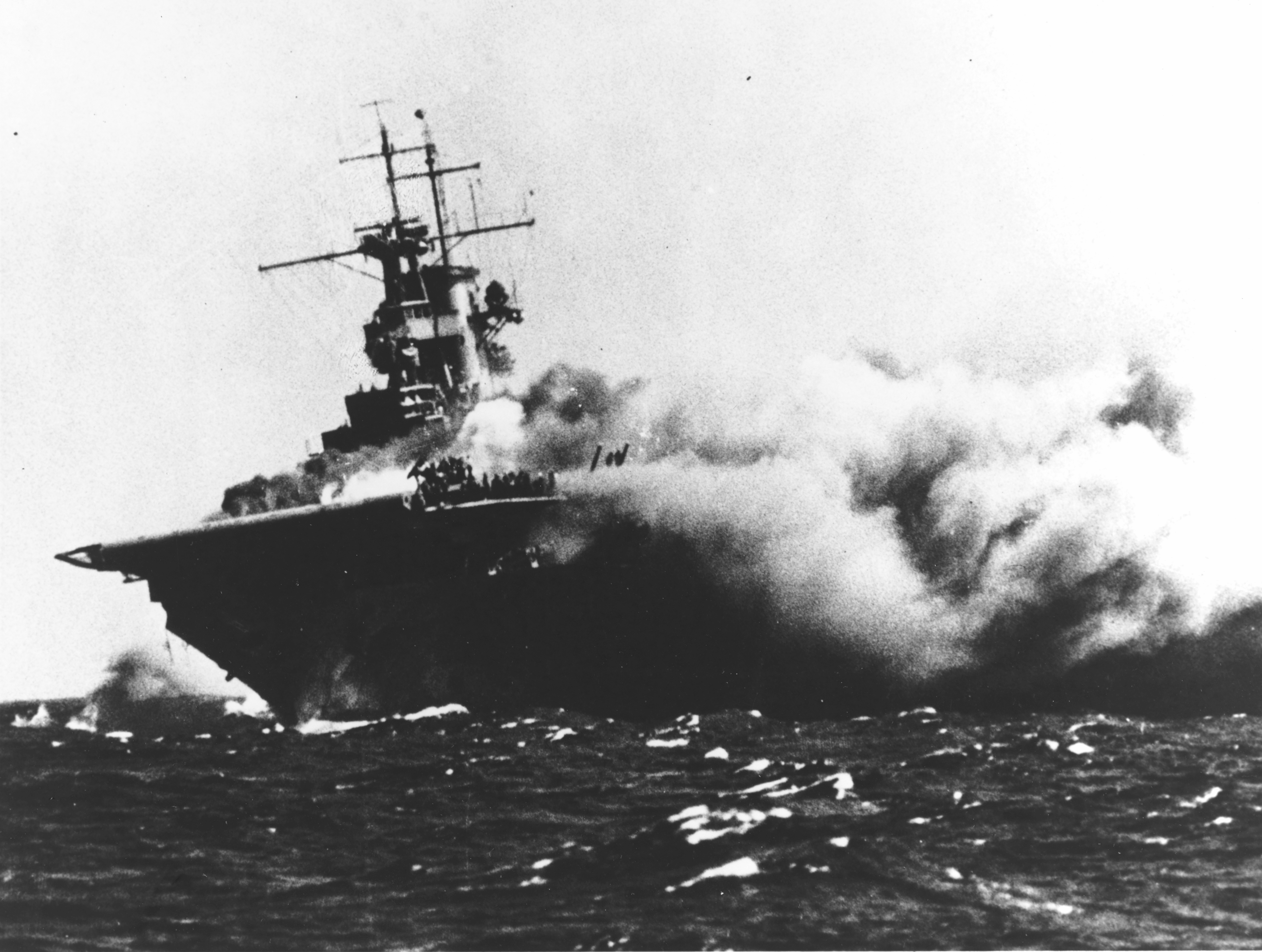
伊19潜水艦の雷撃を受けた直後のワスプ

第二次ソロモン海戦（1942年（昭和17年）8月24日）により、爆弾3発を受けた空母エンタープライズが戦線を離脱したため、アメリカ海軍がガダルカナル島を巡る戦いで使用できる空母はサラトガ、ワスプ、および新規に太平洋に回航されたホーネットの3隻となっていた。
一方、帝国海軍は、アメリカ海軍のガ島方面への補給路を遮断すべく、潜水艦部隊を、ガ島周辺海域、およびサンクリストバル島（現・マキラ島）の北東から南西の半円形の海域に配備した。この作戦行動は、海外でも「ガダルカナル島の封鎖を目的とする作戦活動として、戦力の配置も含めて優れていた」と評価されている。
8月31日、伊26潜水艦（潜水艦長：横田稔少佐）が、ガ島東方の散開線で哨戒中にサラトガを中心とする第61.1任務群を捕捉し、距離が1,500メートルと遠く、「追い打ち」となる不利な射点からではあるが、サラトガに向け6本の魚雷を発射し、同艦の右舷に1本を命中させた。被雷により、サラトガは主機の電気推進システムが機能を喪失して洋上に停止し、重巡ミネアポリスに曳航されて戦場離脱を開始した。サラトガは、被雷から約10時間後に電気推進システムが一部復旧して速力を12ノットまで回復し、9月3日にエスピリッツサント島に入港して応急修理を行った後、修理のため3か月にわたって戦線から離脱した。
それまでこの方面のアメリカ海軍空母部隊（第61任務部隊）を指揮していたフランク・J・フレッチャー海軍少将は、サラトガの被雷時に負傷したが、修理を受けるサラトガと共にソロモン海域を去り、以後、洋上で艦隊を指揮することは二度となかった。アメリカ海軍作戦部長のアーネスト・キング海軍大将が、第二次ソロモン海戦でのフレッチャー少将の消極的な作戦指揮を嫌ったためであった。

### ワスプを捕捉、雷撃

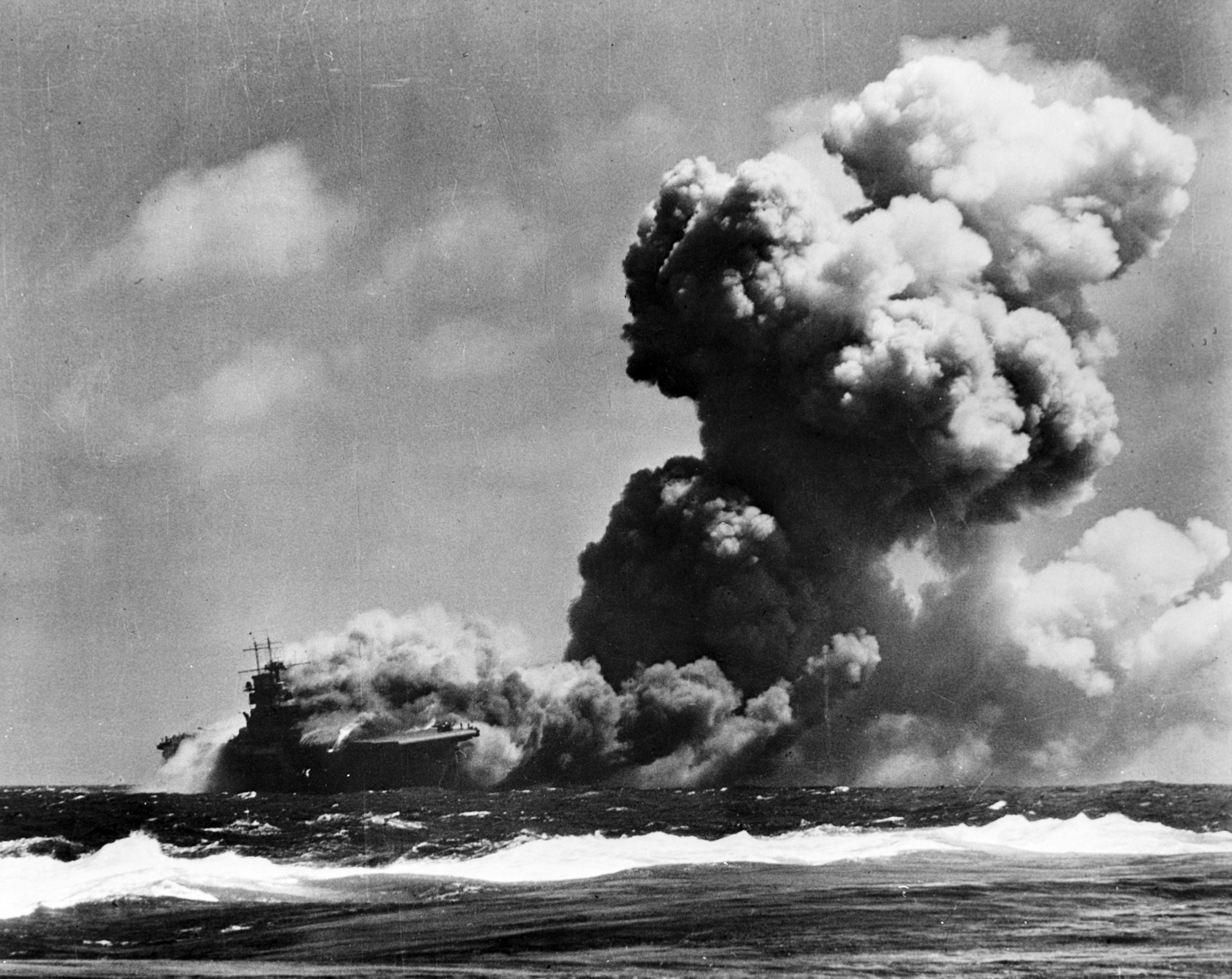
鎮火不能の大火災により、黒煙が天に沖するワスプ

サラトガの戦線離脱により稼動空母が2隻に減少したアメリカ空母部隊は、9月14日にエスピリッツサント島を出港したガ島への増援部隊を乗せた輸送船6隻を護衛する任務に就いていた。9月13日にソロモン北方海域でアメリカ索敵機が有力な日本艦隊を発見し、その中に空母が含まれると判断したためであった。
9月15日、サンクリストバル島の東南を哨戒していた、木梨の指揮する伊19潜水艦（第一潜水戦隊麾下）は、1045以降に基地航空部隊の索敵機が空母を含むアメリカ艦隊の発見を報じたことにより、敵艦隊を求めて300度方向の水域への移動を命じられた（散開線の移動）。
1150、伊19潜水艦は艦隊と思われる東に進む音源を感知し、1250には西に進む空母を含む敵艦隊を約1万5千メートルの距離で発見した。伊19潜水艦は敵艦隊の追尾を開始したが、当初の互いの位置関係により、雷撃のチャンスを得られる見込みは少ないと木梨は考えていた。しかし、1320に敵艦隊が南西に変針し、伊19潜水艦の付近に向かってくるという僥倖が生じた。木梨は敵艦隊を迎撃する針路に変針したものの、高速の敵空母に接近することの難しさを考え、一時は遠距離雷撃を決意し、魚雷の速度を「中速」に設定した。しかし、1343に米空母がさらに西に変針するという二度目の僥倖が生じた。
1345、伊19潜水艦は、南緯12度25分・東経164度25分において「敵空母から、方位角：右50度、距離：900メートル」という理想的な射点を得て、艦首の魚雷発射管に装填した全魚雷6本（95式酸素魚雷）を発射した。
9月15日の1340の時点で、ワスプを中心とする第18任務部隊（ワスプ、巡洋艦4、駆逐艦6）は、日本艦隊を捜索するため14機の索敵機を発艦させ、16機の戦闘機F4Fを飛行甲板に上げ、さらに格納庫内の全ての機体に燃料と兵装を搭載していた。第18任務部隊の全艦が、速度16ノットで右方向に回頭していた1345、ワスプは右舷方向に自艦を目指す雷跡を発見した。見張り員の絶叫を受けたワスプ艦長のフォレスト・シャーマン海軍大佐（のちに海軍大将、史上最年少のアメリカ海軍作戦部長）は面舵一杯（最大限、右に曲がるように舵を切る）を令したが、既に手遅れであり、ワスプの艦首部右舷水線下に2本、艦橋の約18メートル前方右舷水線上に1本、計3本の魚雷が命中した。
ワスプの被雷個所はいずれも主要区画より前方であり、機関部への重大な損傷はなく、浸水も比較的少なかった。しかし、2本目の命中魚雷が格納庫に火災を発生させ、格納庫内で補給中であった33機の飛行機が次々に炎上・誘爆を始め、1分後には手のつけようがない大火災となった。3本目の命中魚雷は、ワスプの奥深くにあるガソリン庫から格納庫につながる航空ガソリン補給系統を破壊し、燃えるガソリンがワスプの各所に拡散して、艦深部に至るまで火災が広がった。広範囲の消防配管が破壊されて消火作業が不可能となり、ワスプは燃えるがままとなった。1405、格納庫内で大規模な誘爆が起きた。
被雷から30分あまりの1420、シャーマン艦長は総員退艦を命じた。激しく炎上しながら浮かんでいるワスプを処分する決断が下され、駆逐艦ランズダウン（英語版）が1808から4本の魚雷を発射し、ワスプは2000に沈没した。

### 戦艦ノースカロライナ、駆逐艦オブライエンに魚雷命中
95式酸素魚雷は、「中速」に設定されていると射程が1万1千メートルを超える。ワスプに命中しなかった3本の魚雷はそのまま駛走し、北方に5 - 6海里（1万メートル前後）離れて行動していた、空母ホーネットを中心とする第17任務部隊（ホーネット、戦艦ノースカロライナ、巡洋艦3、駆逐艦7）に突入した。第18任務部隊の駆逐艦ランズダウンは、第17任務部隊に対し、ワスプに命中しなかった魚雷が向かっていることを魚雷の進路と共に通報したが、第17任務部隊は大角度の変針を終えた直後で、十分な事前回避を行うことができなかった。
ワスプ被雷から6分後の1351、第17任務部隊の警戒艦が雷跡を発見して旗旒信号を掲げ、ホーネットは右への急速回頭を開始し、他艦もそれに倣った。しかし1分後の1352に駆逐艦オブライエンの右舷艦首部に1本の魚雷が命中した。残る2本の魚雷はオブライエンの艦尾をかすめて駛走し、うち1本が、オブライエン被雷の1分後、1353にノースカロライナの左舷、第1主砲塔側面部に命中した。
被雷したノースカロライナはなお25ノットの速力を発揮できたが、約1千トンの浸水が生じ、内部が海水に浸かった第1主砲塔は機能を喪失した。第1主砲塔の機能回復には大がかりな修理を要した。16インチ3連装主砲塔3基のうち1基を喪失したも同然のノースカロライナは、修理のための戦線離脱を余儀なくされた。
ノースカロライナは修理に3か月を費やした。オブライエンは、修理のために本国に回航される途中で、被雷で損傷していた竜骨が折れて沈没した。

### 雷撃後の状況
ワスプを雷撃された第18任務部隊は、伊19潜水艦に激しい対潜攻撃を行った。8時間にわたる対潜攻撃でアメリカ駆逐艦が投下した爆雷は80発に及んだが、伊19潜水艦は離脱に成功した。ただし、長時間の制圧を受けたために、伊19潜水艦は雷撃した空母の沈没を確認できなかった。木梨は「エンタープライズ型空母撃沈確実」と戦果報告した。
一方で、隣接する海域に配備されていた伊15潜水艦（潜水艦長：石川信雄中佐）が、漂流していた空母が南緯12度25分・東経163度45分で沈没するのを確認していた。

## 遣独潜水艦を指揮、戦死
木梨は1942年（昭和17年）11月に海軍中佐に進級し、1943年（昭和18年）10月に伊29潜水艦長に転じた。
木梨が潜水艦長に補される前に、伊29潜水艦は、数少ない同盟国であり、潜水艦による以外は交通手段がないドイツに「遣独潜水艦」として派遣されることが決まっていた。
軍令部部員 兼 大本営海軍部参謀（潜水艦作戦担当）の職にあった井浦祥二郎（海兵51期・海大33期）は、海軍省人事局の主務課員から、連合軍の対潜哨戒が太平洋とは比較にならないほど厳重になっている大西洋に赴く伊29潜水艦の潜水艦長に誰を充てるべきか意見を求められ、海兵51期の同期生である木梨を推薦した。木梨がワスプを撃沈する偉勲を挙げていたことに加え、井浦が大尉で伊54潜水艦（のちの伊154潜水艦）先任将校（水雷長）を務めた際に（昭和7年 - 8年）、木梨が同潜水艦航海長であり、木梨の卓越した技量を知悉していたからであった。
木梨が指揮する伊29潜水艦は、ドイツを目指して1943年（昭和18年）11月5日に呉を出港し、14日にシンガポールに入港した。シンガポールで、ドイツが切実に求めていた東南アジアの物資、キニーネ・生ゴム・錫・タングステン・コーヒーなどを積み込んでいた12月5日に、連合軍が厳重な対潜哨戒を行っている大西洋を無事に脱出し、日本へ戻る途中の遣独潜水艦の伊8潜水艦がシンガポールに入港した。木梨は、伊8潜水艦長の内野信二大佐（海兵49期）から、航海上の難所である喜望峰沖の海象・気象、連合軍の大西洋での対潜哨戒の状況、特に連合軍の対潜警戒が厳しいビスケー湾（目的地であるロリアンはビスケー湾の奥に位置する）への進入手順などを詳しく聞いた。軍令部の指示により、伊8潜水艦からドイツ海軍の「最新型電波探知機(1)」を譲り受けて伊29潜水艦に装備した。
ドイツへ向かう準備を整えた伊29潜水艦は、ドイツに向かう16名の便乗者を乗せ、12月16日にシンガポールを出港した。12月23日、インド洋の中央付近で、インド洋で行動するドイツUボートへの補給を担当していたドイツ補給船と会合し、ドイツへ到達するのに十分な燃料の補給を受けた。この時、木梨は海兵51期の同期で親しい間柄だった井浦祥二郎に宛てた手紙を、ドイツ補給船に託した。結果として木梨の絶筆となったこの手紙は井浦に無事に届き、戦災を逃れて戦後まで残り、井浦が1953年（昭和28年）に上梓した『潜水艦隊』に全文収録されている。
連合軍のレーダー技術の進歩は著しく、伊29潜水艦がシンガポールでドイツから帰国中の伊8潜水艦から譲り受けて装備した「最新型電波探知機(1)」は既に旧式化しており、連合軍の対潜哨戒を突破するため、ドイツ海軍の指示により、伊29潜水艦はアゾレス諸島の南方600海里の指定地点で、1944年（昭和19年）2月13日にドイツUボートと会合し、ドイツの海軍中尉が「最新型電波探知機(2)」を携えて伊29潜水艦に乗組んだ。この地点から、ドイツ海軍・空軍の勢力圏に入るビスケー湾内の会合地点に到達するまでは、大半の行程を潜航し、厳重な警戒態勢で進まねばならず、3月10日に会合地点に到達し、ドイツ海軍・空軍部隊と合流してその護衛下に入るまで1か月近くを要した。3月11日、伊29潜水艦はロリアンへの入港を果たした。ロリアンで、伊29潜水艦は、ドイツでも僅か20基しか製作されていなかった「最新型電波探知機(3)」の提供を受け、装備した。
4月16日、伊29潜水艦は、日本に向かう18名の便乗者（日本人14名、ドイツ人4名）を乗せてロリアンを出港した。なお、これに先立ち3月30日にロリアンを出港して日本へ向かった、ドイツから日本に譲渡されたUボートである呂501潜水艦（潜水艦長：乗田貞敏少佐）は、戦後に判明したところでは、5月13日に大西洋の西アフリカ沖で連合軍対潜部隊に捕捉され、撃沈されている。
伊29潜水艦は、ビスケー湾からアゾレス諸島付近までの、連合軍の対潜哨戒が濃密な危険地帯を、長時間の潜航を続け、何度も爆雷攻撃を受けつつも通過することに成功し、喜望峰を回ってインド洋に入り、7月14日にシンガポールに入港した。
シンガポールでドイツからの便乗者を全て下ろした伊29潜水艦は、整備を終えて7月22日に内地に向けシンガポールを出港したが、7月25日に台湾とルソン島の間にあるバシー海峡を水上航行している時、3隻のアメリカ潜水艦の待ち伏せを受け、3隻のうちのソーフィッシュの雷撃で沈没した。下士官1名の生存者を除き、木梨以下の全員が1944年（昭和19年）7月26日付で戦死したと認定され、木梨は同日付で海軍少将に進級した（二階級特進）。満42歳没。
連合艦隊司令長官の豊田副武大将は、1945年（昭和20年）4月25日付で木梨の功績を全軍に布告した。

## 年譜
- 大正12年7月：海軍兵学校（51期）卒業、命 海軍少尉候補生。
- 大正13年12月：海軍少尉に任官。
- 大正15年12月：海軍中尉に進級。
- 昭和4年11月：海軍大尉に進級、伊61潜水艦 航海長。
- 昭和5年12月：航海学生。
- 昭和6年12月：伊64潜水艦 航海長。
- 昭和7年12月：伊54潜水艦 航海長。
- 昭和8年11月：伊66潜水艦 航海長。
- 昭和9年10月：砲艦「安宅」航海長。
- 昭和10年11月：駆逐艦「吹雪」航海長。
- 昭和11年12月：伊66潜水艦 航海長。
- 昭和12年12月：海軍少佐に進級、敷設艦「沖島」航海長。
- 昭和13年12月：呂59潜水艦長。
- 昭和15年3月から7月：海軍潜水学校甲種学生。
- 昭和15年7月：伊3潜水艦長。
- 昭和15年11月：呂34潜水艦長。
- 昭和16年7月：伊62潜水艦長。
- 昭和17年7月：伊19潜水艦長。
- 昭和17年9月15日：アメリカ海軍の正規空母「ワスプ」を撃沈。
- 昭和17年11月：海軍中佐に進級。
- 昭和18年10月：伊29潜水艦長。
- 昭和18年12月：ドイツへ向け出航。
- 昭和19年3月：ドイツに到着、ドイツ鉄十字章を受章。
- 昭和19年7月26日：バシー海峡で伊29潜水艦がアメリカ海軍の潜水艦に撃沈された際に戦死、海軍少将に進級（二階級特進、全軍布告）。42歳没。

## エピソード
山岡荘八の小説『海底戦記』に登場する潜水艦長の一人は木梨がモデルである。